# Morne aux Diables
Morne aux Diables är ett berg i Dominica. Det ligger i den nordvästra delen av landet, 40 km norr om huvudstaden Roseau. Toppen på Morne aux Diables är 258 meter över havet. Morne aux Diables ligger på ön Dominica. Det ingår i Grande Soufrière Hills.
Terrängen runt Morne aux Diables är huvudsakligen kuperad, men åt sydväst är den platt. Havet är nära Morne aux Diables åt nordväst. Runt Morne aux Diables är det ganska tätbefolkat, med 56 invånare per kvadratkilometer. Närmaste större samhälle är Portsmouth, 4,1 km söder om Morne aux Diables. I omgivningarna runt Morne aux Diables växer i huvudsak städsegrön lövskog.